# Edmundo Zúñiga
Edmundo Zúñiga, född 1920, var en friidrottare från Chile. Han deltog vid olympiska sommarspelen 1948.